# Giovanna Cigoli
Giovanna Cigoli, all'anagrafe Giovanna Benfenati (Parma, 1886 – Roma, 1961), è stata un'attrice e doppiatrice italiana.

## Biografia
Nata a Parma, iniziò a recitare in alcune filodrammatiche cittadine, per proseguire la carriera in svariate compagnie di prosa nazionali; alla metà degli anni 30 venne scritturata dall'EIAR per lavorare nella prosa radiofonica presso la sede di Roma, iniziando contemporaneamente l'attività di doppiatrice, spesso accanto al figlio Emilio Cigoli.
Il debutto davanti alla macchina da presa avvenne nel 1939, quando Oreste Biancoli la scelse per una parte, anche qui accanto al figlio Emilio, nella pellicola L'eredità in corsa, prima di una serie di nove che girerà sino al 1955.

## Filmografia

Giovanna Cigoli ne I bambini ci guardano

- L'eredità in corsa, regia di Oreste Biancoli (1939)
- I bambini ci guardano, regia di Vittorio De Sica (1943)
- Un uomo ritorna, regia di Max Neufeld (1946)
- Sangue sul sagrato, regia di Goffredo Alessandrini (1951)
- Tre storie proibite, regia di Augusto Genina (1952)
- Siamo tutti inquilini, regia di Mario Mattoli (1953)
- Siamo tutti milanesi, regia di Mario Landi (1953)
- Camilla, regia di Luciano Emmer (1954)
- L'ultimo amante, regia di Mario Mattoli (1955)

## Doppiaggio

### Film cinema
- May Whitty in Torna a casa, Lassie!, Le bianche scogliere di Dover, Ti avrò per sempre
- Amalia Pellegrini in Mio figlio Nerone, La bella mugnaia
- Martha Wentworth in Le memorie di un dongiovanni, Buongiorno, Miss Dove
- Leona Roberts in Via col vento
- Elizabeth Patterson in Piccole donne
- Hattie McDaniel in La grande menzogna
- Helen Kleeb in La legge del Signore
- Marjorie Bennett in Sabrina
- Totò come madre di Tottons in Il più comico spettacolo del mondo
- Marie De Becker in La signora Miniver
- Verna Felton in Picnic
- Hattie Noel in Donne
- Almira Session in Cavalca vaquero!
- Emilia Leovalli e Nina Ross in Su di un'isola con te
- Elspeth Gudgeon in Il giardino segreto